# Gens Cornelia
Die gens Cornelia (auch Cornelii, deutsch Cornelier) war eine der bekanntesten und (in der Zeit der Republik) zahlreichsten Familien des Römischen Reichs (gentes maiores). Sie trugen den Gentilnamen Cornelius (weibliche Form Cornelia). Der Name war auch Namensgeber der tribus Cornelia.

## Zweige der Cornelier

### Patrizische Zweige
Die patrizischen Zweige stammen wohl von den im 5. Jahrhundert v. Chr. häufig bezeugten Maluginenses ab, und zwar wohl in der folgenden Reihenfolge:
- im 5. Jahrhundert v. Chr. die Cossi
- im 4. Jahrhundert v. Chr. die Scipionen, Rufini und Lentuli
- ab dem 3. Jahrhundert v. Chr. die Dolabellae, Sullae, Blasiones, Cethegi und Merulae

Die Zugehörigkeit zu den patrizischen Familien ist zweifelhaft bei den Cinnae, Mammulae und Sisennae.

### Plebejische Zweige
Die plebejischen Zweige der Cornelier waren die Balbi und alle Cornelier, die das Bürgerrecht durch Sulla oder später erhielten, z. B. die Galli oder die Nepotes.

## Bräuche und Wissenswertes
Die patrizischen Cornelier feierten eigene Feste und pflegten die Erdbestattung der Toten, wie das Grab der Scipionen an der Via Appia in Rom zeigt; Sulla ließ sich als erster verbrennen.
Der umfangreichste Zweig waren die Lentuli, der berühmteste die Scipiones. Mammula (lateinisch „Mutterbrüstchen“) war ein Cognomen der Familie.

## Bekannte Mitglieder nach Zweigen

### Maluginenses
- Servius Cornelius Maluginensis Cossus, Konsul 485 v. Chr.
- Lucius Cornelius Maluginensis Uritinus (Cossus), Konsul 459 v. Chr.
- Marcus Cornelius Maluginensis (Decemvir), römischer Senator, Politiker und Militär, Decemvir 450 v. Chr.
- Marcus Cornelius Maluginensis (Konsul), römischer Senator, Politiker und Militär, Konsul 436 v. Chr.
- Marcus Cornelius Scipio Maluginensis, römischer Politiker, Prätor 176 v. Chr.
- Publius (oder Ser.) Cornelius Maluginensis, Konsul 393 v. Chr.
- Servius Cornelius Maluginensis, Konsulartribun zwischen 386 und 368 v. Chr.

### Cossi
- Aulus Cornelius Cossus (Konsul 428 v. Chr.), römischer Militärtribun und Konsul
- Aulus Cornelius Cossus (Konsul 413 v. Chr.), römischer Politiker
- Aulus Cornelius Cossus (Diktator), römischer Senator und Politiker
- Aulus Cornelius Cossus (Militärtribun)
- Aulus Cornelius Cossus Arvina, römischer Senator und Politiker
- Aulus Marcus Cornelius Cossus, Konsulartribun 413 v. Chr.
- Gnaeus Cornelius Cossus  (Konsul 409 v. Chr.), römischer Politiker, Konsulartribun 414 v. Chr.
- Gnaeus Cornelius Cossus (Konsulartribun 406 v. Chr.), römischer Politiker, Konsulartribun 406, 404 und 401 v. Chr.
- Publius Cornelius Cossus (Konsulartribun 415 v. Chr.), römischer Politiker
- Publius Cornelius Cossus (Konsulartribun 408 v. Chr.), römischer Politiker
- Publius Cornelius Cossus (Konsulartribun 395 v. Chr.), römischer Politiker

### Scipiones

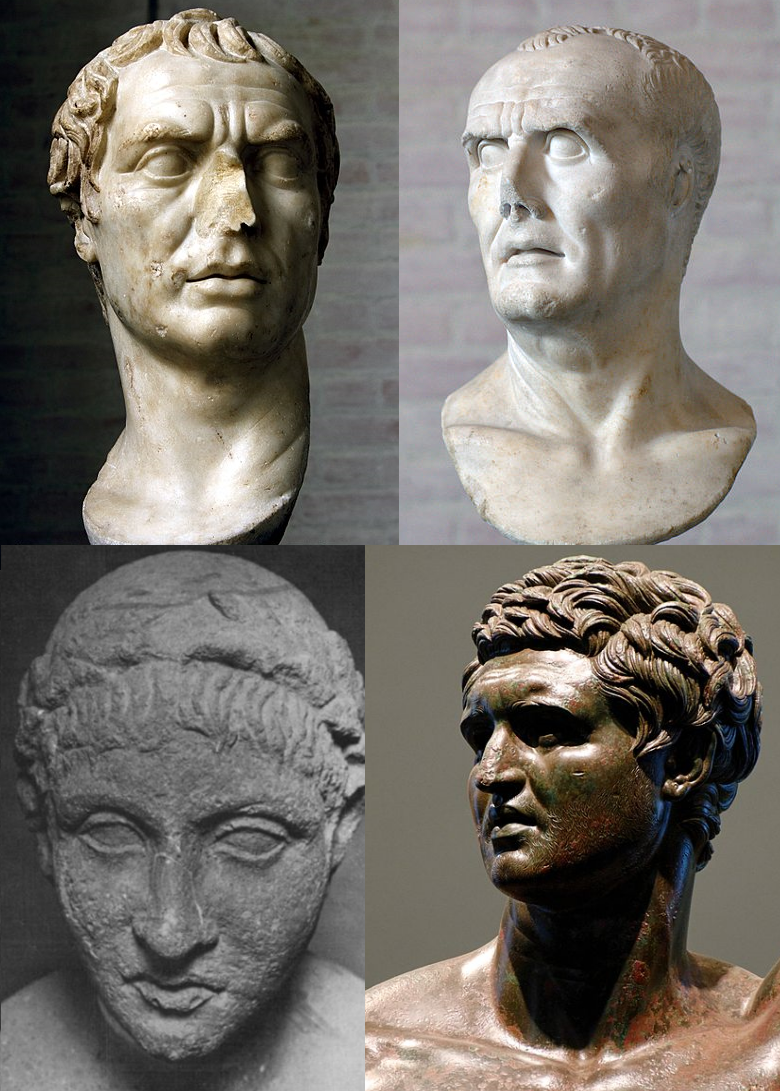
Vier Mitglieder der Cornelii Scipiones (im Uhrzeigersinn von oben links): Scipio Africanus, Scipio Asiaticus, Scipio Aemilianus, Scipio Nasica Corculum

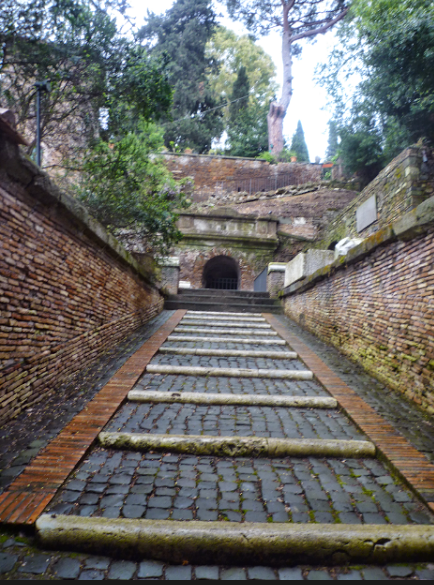
Eingang zum Grab der Scipionen an der Via Appia

- Publius Cornelius Scipio (Konsulartribun), römischer Konsulartribun 395 v. Chr.
- Lucius Cornelius Scipio (Konsul 350 v. Chr.)
- Lucius Cornelius Scipio Barbatus, Konsul 298 v. Chr.
- Gnaeus Cornelius Scipio Asina, Konsul 260 und 254 v. Chr.
- Lucius Cornelius Scipio (Konsul 259 v. Chr.)
- Gnaeus Cornelius Scipio Calvus, Konsul 222 v. Chr.
- Publius Cornelius Scipio Asina, Konsul 221 v. Chr.
- Publius Cornelius Scipio (Konsul 218 v. Chr.)
- Publius Cornelius Scipio Africanus, General, Konsul 205 v. Chr.
- Publius Cornelius Scipio Nasica, Konsul 191 v. Chr.
- Lucius Cornelius Scipio Asiaticus, Konsul 190 v. Chr.
- Gnaeus Cornelius Scipio Hispallus, Konsul 176 v. Chr.
- Marcus Cornelius Scipio Maluginensis, römischer Prätor 176 v. Chr.
- Publius Cornelius Scipio (Augur), römischer Prätor 174 v. Chr.
- Lucius Cornelius Scipio, römischer Prätor 174 v. Chr.
- Lucius Cornelius Scipio (Quästor 167 v. Chr.), römischer Politiker und Militär
- Publius Cornelius Scipio Nasica Corculum, Konsul 162 und 155 v. Chr.
- Publius Cornelius Scipio Aemilianus Africanus (minor) Numantinus, Konsul 147 und 134 v. Chr.
- Gnaeus Cornelius Scipio Hispanus, römischer Prätor 139 v. Chr.
- Publius Cornelius Scipio Nasica Serapio, Konsul 138 v. Chr.
- Publius Cornelius Scipio Nasica Serapio (Konsul 111 v. Chr.) († 111 v. Chr.), römischer Konsul 111 v. Chr.
- Publius Cornelius Scipio Nasica (Prätor), römischer Prätor 93 v. Chr.
- Quintus Caecilius Metellus Pius Scipio, Konsul 52 v. Chr., Sohn des Prätors von 93 v. Chr., Selbstmord nach der Schlacht bei Thapsus
- Lucius Cornelius Scipio Asiaticus (Konsul 83 v. Chr.)
- Publius Cornelius Scipio (Konsul 16 v. Chr.)
- Publius Cornelius Scipio (Quästor), 1 oder 2 in Achaia
- Servius Cornelius Scipio Salvidienus Orfitus (Konsul 51)
- Publius Cornelius Scipio (Konsul 56), römischer Konsul 56
- Publius Cornelius Scipio Asiaticus, Suffektkonsul 68
- Servius Cornelius Scipio Salvidienus Orfitus (Suffektkonsul) wohl zur Zeit Domitians
- Servius Cornelius Scipio Salvidienus Orfitus (Konsul 110)
- Servius Cornelius Scipio Salvidienus Orfitus (Konsul 149)
- Servius Cornelius Scipio Salvidienus Orfitus (Konsul 178)

### Lentuli
- Lucius Cornelius Lentulus, Konsul 327 v. Chr.
- Servius Cornelius Lentulus, Konsul 303 v. Chr.
- Lucius Cornelius Lentulus Caudinus, Konsul 275 v. Chr.
- Lucius Cornelius Lentulus Caudinus, Konsul 237 v. Chr.
- Publius Cornelius Lentulus Caudinus, Konsul 236 v. Chr.
- Publius Cornelius Lentulus, Prätor 214 v. Chr.
- Publius Cornelius Lentulus Caudinus, Prätor 203 v. Chr.
- Gnaeus Cornelius Lentulus, Konsul 201 v. Chr.
- Lucius Cornelius Lentulus, Konsul 199 v. Chr.
- Servius Cornelius Lentulus, Prätor 169 v. Chr.
- Lucius Cornelius Lentulus, Bote der Siegesnachricht von Pydna
- Publius Cornelius Lentulus, Suffektkonsul 162 v. Chr.
- Lucius Cornelius Lentulus Lupus, Konsul 156 v. Chr.
- Gnaeus Cornelius Lentulus, Konsul 146 v. Chr.
- Cornelius Lentulus, Prätor um 137 v. Chr.
- Lucius Cornelius Lentulus, Konsul 130 v. Chr.
- Gnaeus Cornelius Lentulus, Konsul 97 v. Chr.
- Lucius Cornelius Lentulus, Prokonsul der Provinz Asia 82 v. Chr.
- Gnaeus Cornelius Lentulus Batiatus, Besitzer einer Gladiatorenschule (Spartakusaufstand)
- Gnaeus Cornelius Lentulus Clodianus, Konsul 72 v. Chr.
- Publius Cornelius Lentulus Sura, Konsul 71 v. Chr.
- Lucius Cornelius Lentulus Niger, Prätor wohl 61 v. Chr.
- Gnaeus Cornelius Lentulus Clodianus, Prätor 59 v. Chr.
- Publius Cornelius Lentulus Spinther, Konsul 57 v. Chr.
- Gnaeus Cornelius Lentulus Marcellinus, Konsul 56 v. Chr.
- Lucius Cornelius Lentulus Crus, Konsul 49 v. Chr.
- Publius Cornelius Lentulus Spinther, Caesargegner
- Gnaeus Cornelius Lentulus, Konsul 18 v. Chr.
- Publius Cornelius Lentulus Marcellinus, Konsul 18 v. Chr.
- Gnaeus Cornelius Lentulus Augur, Konsul 14 v. Chr.
- Lucius Cornelius Lentulus, Konsul 3 v. Chr.
- Cossus Cornelius Lentulus, Konsul 1 v. Chr.
- Publius Cornelius Lentulus Scipio, Suffektkonsul 2 n. Chr.
- Servius Cornelius Lentulus Maluginensis, Suffektkonsul 10 n. Chr.
- Publius Cornelius Lentulus Scipio, Suffektkonsul 24 n. Chr.
- Cossus Cornelius Lentulus, Konsul 25 n. Chr.
- Gnaeus Cornelius Lentulus Gaetulicus, Konsul 26 n. Chr.
- Publius Cornelius Lentulus, Suffektkonsul 27 n. Chr.
- Gnaeus Cornelius Lentulus Gaetulicus, Suffektkonsul 55 n. Chr.
- Cossus Cornelius Lentulus, Konsul 60 n. Chr.

### Rufini
- Publius Cornelius Rufinus, Konsul 290 und 277 v. Chr.

### Dolabellae
- Publius Cornelius Dolabella (Konsul 283 v. Chr.), Konsul 283 v. Chr.
- Gnaeus Cornelius Dolabella (Konsul 159 v. Chr.), Konsul 159 v. Chr.
- Lucius Cornelius Dolabella (Admiral), römischer Politiker und Admiral
- Lucius Cornelius Dolabella (Prätor), römischer Politiker und Militär, Prätor 100 v. Chr.
- Gnaeus Cornelius Dolabella (Konsul 81 v. Chr.), Konsul 81 v. Chr.
- Gnaeus Cornelius Dolabella (Prätor 81 v. Chr.), Prätor 81 v. Chr.
- Publius Cornelius Dolabella (Prätor 69 v. Chr.), Prätor 69 oder 68 v. Chr.
- Publius Cornelius Dolabella (Konsul 44 v. Chr.), Konsul 44 v. Chr.
- Cornelius Dolabella, Vertrauter des Augustus
- Publius Cornelius Dolabella (Konsul 10), Konsul 10 n. Chr.
- Publius Cornelius Dolabella (Suffektkonsul 55), Suffektkonsul 55
- Gnaeus Cornelius Dolabella (Verwandter Galbas) (69 von Vitellius ermordet), zweiter Gatte der Petronia
- Servius Cornelius Dolabella Petronianus, Konsul 86
- Servius Cornelius Dolabella Metilianus Pompeius Marcellus, Suffektkonsul 113

### Cethegi
- Gaius Cornelius Cethegus (Konsul), römischer Konsul 197 v. Chr.
- Gaius Cornelius Cethegus (Senator)  († 63 v. Chr.), römischer Senator und Teilnehmer an der Catilinarischen Verschwörung
- Marcus Cornelius Cethegus (Konsul 204 v. Chr.) († 196 v. Chr.), römischer Politiker
- Marcus Cornelius Cethegus (Konsul 160 v. Chr.), römischer Politiker
- Marcus Gavius Cornelius Cethegus, römischer Konsul 170
- Publius Cornelius Cethegus (Konsul 181 v. Chr.), römischer Politiker
- Publius Cornelius Cethegus (Prätor), römischer Politiker, 2. Jahrhundert v. Chr.
- Publius Cornelius Cethegus (Senator) († vor 66 v. Chr.), römischer Politiker und Senator
- Servius Cornelius Cethegus, römischer Konsul 24

### Cinnae
- Gnaeus Cornelius Cinna Magnus, römischer Politiker, Konsul 5 n. Chr.
- Lucius Cornelius Cinna (Konsul 127 v. Chr.), römischer Politiker
- Lucius Cornelius Cinna (um 130 v. Chr.–84 v. Chr.), römischer Politiker, Konsul 87 v. Chr. bis 84 v. Chr.
- Lucius Cornelius Cinna (Prätor 44 v. Chr.) († nach 44 v. Chr.), römischer Politiker
- Lucius Cornelius Cinna (Suffektkonsul 32 v. Chr.), römischer Politiker

### Sullae
- Lucius Cornelius Sulla Felix, Diktator um 81 v. Chr.
- Faustus Cornelius Sulla, Sohn des Diktators
- Publius Cornelius Sulla (Prätor)
- Publius Cornelius Sulla (designierter Konsul 65 v. Chr.)
- Lucius Cornelius Sulla (Konsul 5 v. Chr.)
- Cornelius Sulla Felix, Priester und Nachkomme des Diktators Sulla
- Faustus Cornelius Sulla (Suffektkonsul 31)
- Lucius Cornelius Sulla Felix (Konsul 33)
- Faustus Cornelius Sulla Felix, Konsul 52

### Weitere
- Cornelius, Bischof von Rom 251–253

- Gaius Cornelius (Volkstribun 67 v. Chr.)
- Gaius Cornelius (Ritter), Verschwörer gegen Cicero
- Gaius Cornelius, soll 48 v. Chr. den Ausgang der Schlacht bei Pharsalos vorhergesagt haben
- Publius Cornelius, war 310 v. Chr. einer der ersten römischen Flottenoffiziere (Livius 9, 30,3; 9,38,2f)

- Publius Cornelius Anullinus (Konsul 199), römischer Politiker und Senator
- Publius Cornelius Anullinus (Konsul 216), römischer Politiker und Senator
- Publius Cornelius Arvina, Konsul 306 v. Chr. und 288 v. Chr., Censor 304 v. Chr.
- Lucius Cornelius Balbus Maior, römischer Konsul (40 v. Chr.)
- Lucius Cornelius Balbus Minor, römischer Senator
- Cornelius Blasio, Prätor wohl in den 140er Jahren v. Chr.
- Gnaeus Cornelius Blasio (Konsul), Konsul 270 v. Chr. und 257 v. Chr., Censor 265
- Gnaeus Cornelius Blasio (Prokonsul), 199–196 v. Chr. in Spanien
- Cornelius Celer, römischer Offizier (Kaiserzeit)
- Gnaeus Pinarius Cornelius Clemens, römischer Suffektkonsul wohl 72
- Sextus Cornelius Clemens, römischer Suffektkonsul
- Marcus Cornelius Fronto, Grammatiker im 2. Jahrhundert
- Gaius Cornelius Gallicanus, römischer Suffektkonsul 84
- Cornelius Labeo, Gelehrter und Schriftsteller, wohl 2. Hälfte des 3. Jahrhunderts
- Lucius Cornelius Latinianus (Vater) (fl. 105–116), römischer Procurator von Moesia inferior (Niedermösien) und Statthalter von Raetia
- Lucius Cornelius Latinianus (Sohn) (fl. 126), römischer Statthalter von Pannonia und Asia
- Gaius Cornelius Lucretianus, römischer Offizier (Kaiserzeit)
- Cornelius Lupus, Suffektkonsul 42
- Servius Cornelius Merenda, 274 v. Chr.
- Gnaeus Cornelius Merula, Gesandter in Ägypten 162 und 154 v. Chr.
- Lucius Cornelius Merula (Konsul 193 v. Chr.), römischer Politiker
- Lucius Cornelius Merula (Konsul 87 v. Chr.) († 87 v. Chr.), römischer Politiker
- Gaius Cornelius Minicianus, Beamter zur Zeit Trajans
- Marcus Cornelius Nigrinus Curiatius Maternus, Suffektkonsul 83
- Publius Cornelius Orestinus, Comes des Germanicus oder Tiberius
- Aulus Cornelius Palma Frontonianus, Konsul 99, 109
- Quintus Cornelius Priscus, römischer Militär
- Sextus Subrius Dexter Cornelius Priscus, römischer Suffektkonsul
- Cornelius Proculus (Statthalter von Pannonien), Statthalter von Pannonia superior von 133 bis 134
- Gnaeus Arrius Cornelius Proculus, römischer Suffektkonsul 145
- Quintus Cornelius Proculus, römischer Suffektkonsul 146
- Lucius Octavius Cornelius Publius Salvius Iulianus Aemilianus, Konsul 148
- Gnaeus Cornelius Pulcher, römischer Politiker zur Zeit Trajans und Hadrians
- Lucius Cornelius Pusio, Suffektkonsul in vespasianischer Zeit
- Lucius Cornelius Pusio Annius Messalla, Suffektkonsul 90
- Quintus Cornelius Quadratus, Suffektkonsul 147
- Cornelius Repentinus, römischer Stadtpräfekt unter Didius Iulianus
- Sextus Cornelius Repentinus, Prätorianerpräfekt unter Antoninus Pius und Marc Aurel
- Publius Cornelius Rutilus Cossus, römischer Diktator 408 v. Chr. und Konsulartribun 406 v. Chr.
- Publius Cornelius Scapula, Konsul 326 v. Chr.
- Quintus Cornelius Senecio Annianus Suffektkonsul zur Zeit des Antoninus Pius
- Cornelius Severus, Dichter zur Zeit Caesars
- Gnaeus Pinarius Cornelius Severus, Suffektkonsul 112
- Manius Acilius Glabrio Gnaeus Cornelius Severus, Konsul 152
- Publius Cornelius Tacitus, Geschichtsschreiber

- Aulus Cornelius Mammula (Prätor 217 v. Chr.), römischer Prätor 217 v. Chr., gelobte ein ver sacrum
- Aulus Cornelius Mammula (Prätor 191 v. Chr.), römischer Prätor 191 v. Chr.; Befehlshaber in Bruttium
- Marcus Cornelius Mammula, römischer Gesandter an die Höfe von Makedonien und Ägypten 173 v. Chr.
- Publius Cornelius Mammula, Prätor und Statthalter Siziliens 180 v. Chr.

Das bekannteste weibliche Mitglied der Familie ist Cornelia, die Tochter des älteren Scipio und Mutter der Gracchen.